# Hóvirág
A hóvirág (Galanthus) az amarilliszfélék talán legismertebb növénynemzetsége.

## Származása, elterjedése
Huszonegy faja él a Pireneusoktól Közép- és Dél-Európán át a Kaspi-tóig, illetve a Közel-Keletig. A legkülönlegesebb faj Görögországban él és októberben virágzik. Magyarországon hat fajjal találkozhatunk: a kertekben ültetett pompás (Galanthus elwesii), redőslevelű (Galanthus plicatus) és a Voronov-hóvirággal (Galanthus woronowii), ritkábban a karcsú (Galanthus gracilis) és a levantei hóvirággal (Galanthus fosteri), valamint az őshonos kikeleti hóvirággal (Galanthus nivalis), amelyet egyszerűen „hóvirágnak” is neveznek.
A kikeleti hóvirág 2005 augusztusában, az uniós jogszabályváltozásoknak köszönhetően lett az Európai Közösségben természetvédelmi szempontból jelentős növényfaj Magyarországon is. Természetvédelmi értéke 10 000 Ft, egyetlen szál letépését is pénzbírsággal büntetik.

## Megjelenése, felépítése
Földalatti raktározó szerve az 1–2 cm átmérőjű hagyma, amelyből két hosszúkás levél hajt ki, fajtól függően az ősz vagy a tél végén. A hagymából kinövő szár egy virágot hordoz. A virág jellegzetessége a három nagy, hófehér külső lepellevél (a köznyelvben „szirom”), és az ugyancsak három kis, belső lepellevél zöld foltokkal vagy rajzolattal.

## Életmódja, termőhelye

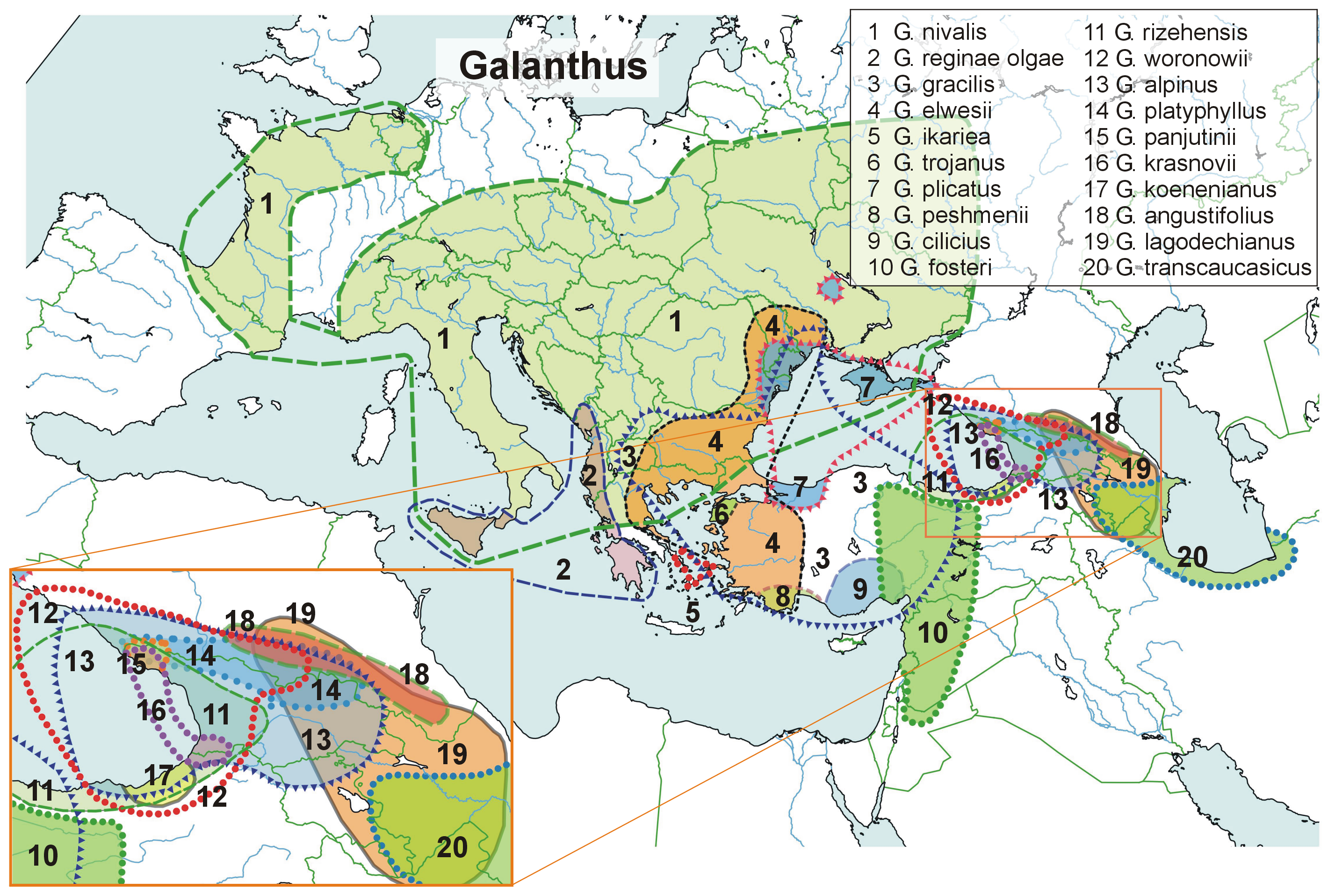
19 fajta hóvirág (Galanthus) megoszlása Európában és a Közel-Keleten. A természetes eloszlás szerinti reprezentáció megpróbálása (Wikipedia en, de, ru, fr)

Az üde vagy félszáraz lombos erdők, mediterrán és alhavasi cserjések, ritkábban fenyvesek.
A nagy hóvirágállományokban gyakoriak a faj alaptípusától eltérő példányok. A virágnak többféle változata is kialakulhat, így lehet kétszárú, kétvirágú, a két lepelkörből az egyik hiányozhat vagy a lehet két lepelkör egyforma. A belső lepelkör olykor átmenetekkel porzókká alakulhat. Esetenként kettőnél több lepelkör (telt virág) alakul ki. A lepellevelek száma körönként 1–6 között változhat. A virág színében és rajzolataiban is kialakulhatnak eltérések: a zöld virágrészek lehetnek sárgák, a fehér leplek cirmosak, foltosak. A foltok rajzolatai változhatnak: a gyakori fordított „U” helyett lehet „X”, vagy téglalap, keskeny sáv, vagy csak 1-2 pont.
A termesztett 6-7 hóvirágfaj változatai botanikus kertekbe, illetve a hóvirágkedvelők gyűjteményes kertjeibe kerültek, ahol közel 300-féle formát, köztük több természetes, illetve kerti hibridet nemesítettek ki belőlük.

## Rendszertani felosztása
A nemzetségbe 21 természetes és 2 hibrid faj tartozik:
- Galanthus × allenii Baker
- Galanthus alpinus Sosn.
- Galanthus angustifolius Koss
- Galanthus cilicicus Baker
- pompás hóvirág (Galanthus elwesii) Hook.f.
- levantei hóvirág (Galanthus fosteri) Baker
- Galanthus gracilis Celak.
- Galanthus ikariae Baker
- Galanthus koenenianus Lobin, C.D.Brickell & A.P.Davis
- Galanthus krasnovii Khokhr.
- Galanthus lagodechianus Kem.-Nath.
- kikeleti hóvirág Galanthus nivalis) L. – típusfaj
- Galanthus panjutinii Zubov & A.P.Davis
- Galanthus peshmenii A.P.Davis & C.D.Brickell
- Galanthus platyphyllus Traub & Moldenke
- redőslevelű hóvirág (Galanthus plicatus) M.Bieb.
- Galanthus reginae-olgae Orph.
- Galanthus rizehensis Stern
- Galanthus samothracicus Kit Tan & Biel
- Galanthus transcaucasicus Fomin
- Galanthus trojanus A.P.Davis & Özhatay
- Galanthus × valentinei Beck
- Galanthus woronowii Losinsk.

### A főbb fajok

#### Pompás hóvirág

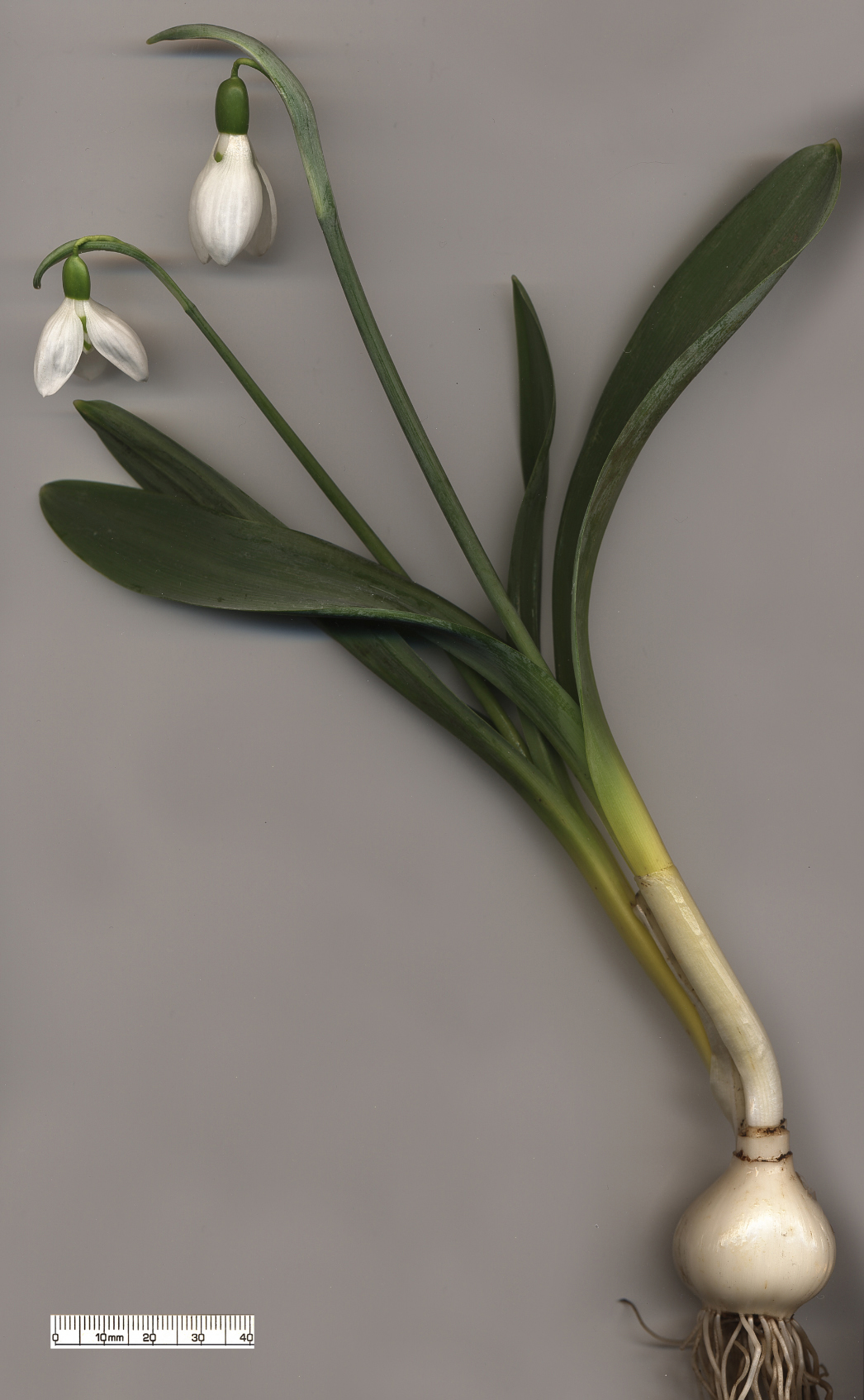
Pompás hóvirág (G. elwesii)

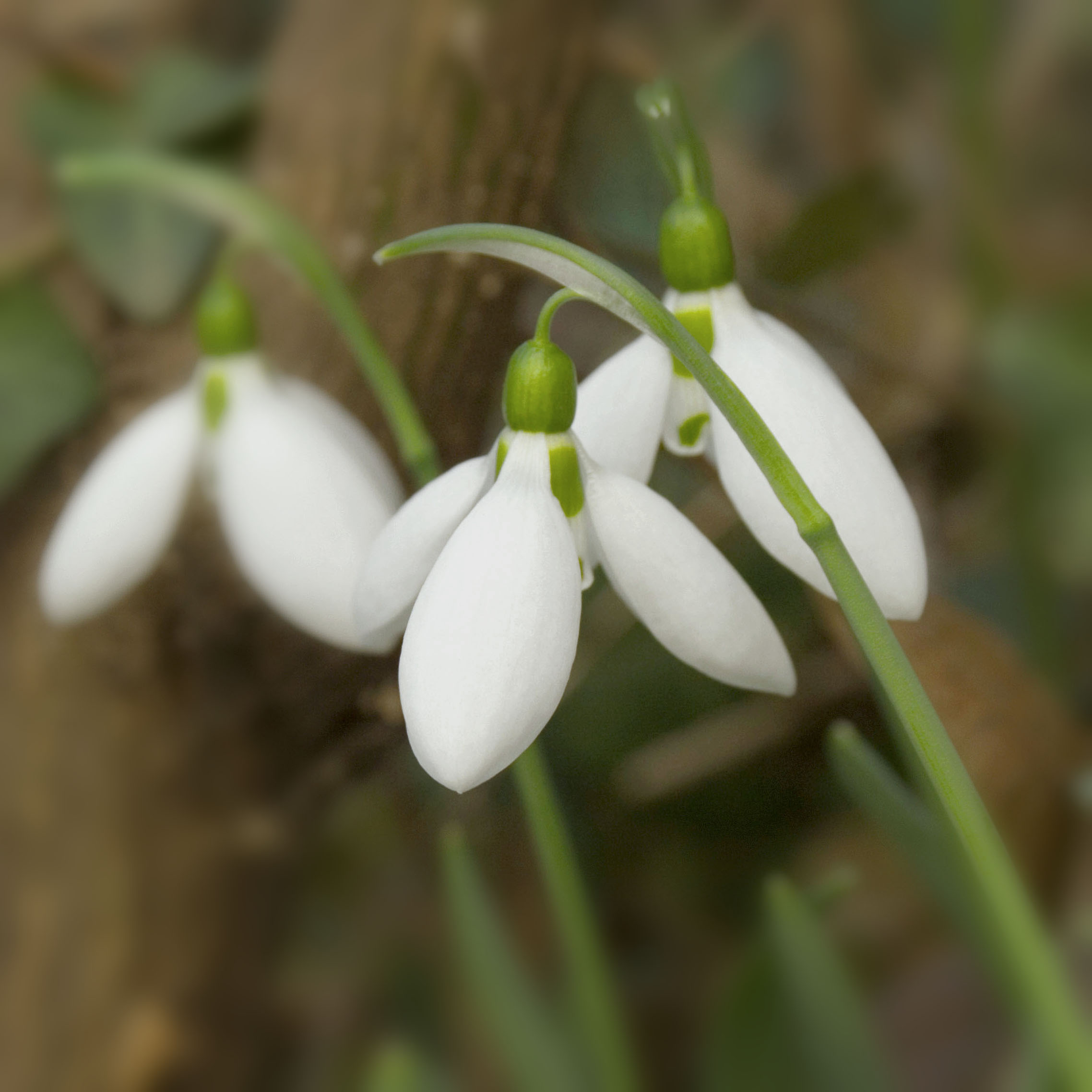
Pompás hóvirág virága közelről (G. elwesii)

A pompás hóvirág (Galanthus elwesii) Dél-Ukrajnában, Kis-Ázsiában és a Balkánon őshonos. Viszonylag nagy termetű, virágkocsánya 20–25 centiméteres magasságú is lehet, napos-félárnyékos, félszáraz helyen is tartható, ezért főleg ezzel a fajjal és változataival találkozhatunk a kiskertekben. Novemberben kihajt, korai változatai november végén, decemberben nyílhatnak is, de Magyarországon csak enyhe tél esetén kezd el virágozni december közepén-végén. Levelei szélesek, szürkészöldek, szárölelők. A virág belső lepelleveleinek külső oldala – változattól függően – tövénél és csúcsánál, vagy csak a csúcsánál, esetleg végig zöld.
Kivadulásától nem kell tartani, mivel kertészeti példányai többnyire terméketlenek.

#### Redőslevelű hóvirág

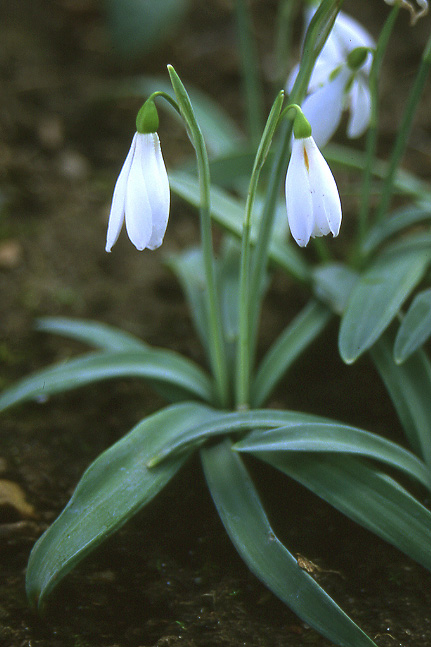
Redőslevelű hóvirág (G. plicatus)

A redőslevelű hóvirág (Galanthus plicatus) Dél-Ukrajnából, Dobrudzsából és Törökország északnyugati részéről (bizánci hóvirág – G. byzantinus) származik. Kocsánymagassága kb. 20 cm. Február végén – március elején virít. Levelei zöldek, a főbb erek mentén kissé hajtogatottak (redősek). Belső lepellevelei a csúcsuk táján zöldesek, de a bizánci alfaj esetében a belső lepellevelek töve is zöld. Számtalan kertészeti változata esetében a belső lepellevél zöld rajzolata különféle alakú, méretű.
Magról jól szaporodik, de hazánkban jelentősebb állománya csak az Alcsúti Arborétumban él. Innét széthordva fellelhető a térség kertjeiben, temetőiben, a budai Jókai-kertben, de megjelent Fejér megye erdőszélein és a budai erdőkben is – kerti hulladékkal kihordva.

#### Voronov-hóvirág
A Voronov-hóvirág (Galanthus woronowii) az élénkzöld színű, széles levelű hóvirágfajok leggyakrabban ültetett képviselője. Virága a hazai hóvirágéhoz hasonló, a belső lepelkörnek csak a kicsípett csúcsa körül láthatunk zöld foltot. Levelei pedig a tavaszi tőzike üde zöld leveleit idézik.
A Fekete-tengert keletről ölelő hegységekben, a Nyugat-Kaukázusban és a Pontus-hegység keleti felében élnek legnagyobb állományai, de előfordul még a Közép-Kaukázusban is, ahol a magasabb részeken a hasonló megjelenésű rokonai váltják fel. Az európai kertek számára több mint 100 évvel ezelőtt kezdték el gyűjteni G. latifolius (= széles levelű) néven, de ezt az elnevezést később egy magas-kaukázusi faj (azóta G. platyphyllus) vette át, amelynek tényleg 5–6 cm széles levelei vannak. Sokáig keverték a görög szigetvilág déli részén előforduló ikariai hóvirággal (G. ikariae) is, de annak lepelcsúcsi zöld foltja lényegesen nagyobb, levelei vastagabbak. Az utóbbi évtizedben újra fellendült kereskedelme, a hazai kertészetekben is árusítják hagymáit. Igényei a kikeleti (hazai) hóvirágéhoz hasonlóak.

#### Levantei hóvirág
A levantei hóvirág (Galanthus fosteri) a Földközi-tenger keleti partvidékén, Libanon, Szíria és Törökország délkeleti hegyvidékein él. Megjelenésében hasonlít a pompás hóvirágéhoz, de levelei mindig élénkzöldek, sosem szürkések. Kevésbé ismert faj, botanikus kertekben csak ritkán látható. Magyarországon az Alcsúti Arborétumban él egy kisebb állománya, innét széthordva látható néhány kertben és temetőben.

#### Karcsú hóvirág
A vékony, vagy karcsú hóvirág (Galanthus gracilis) a pompás hóvirág (G. elwesii) közeli rokona, attól csak kisebb termete (10–15 cm), keskenyebb, enyhén csavarodó, többnyire felálló, levelei különböztetik meg. A legbiztosabb elkülönítő bélyeg, hogy a hagymából kibújó levelek kétoldalt állnak, és a külső levél nem öleli a másik levelet még részlegesen sem. A virágok belső leplei – a pompás hóvirágéhoz hasonlóan – a tövüknél és a csúcsuknál is zöldfoltosak. Elterjedése részben átfed a pompás hóvirágéval. Hozzánk legközelebbi állományai az Al-Dunát kísérő hegyvidékeken (pl.: Balkán-hegység) élnek. Hazánkban csak néhány magángyűjteményben látható.

#### Kikeleti hóvirág
Európa középső területein, valamint Dél-Európa hegyvidékein, lombhullató erdőkben él a kikeleti hóvirág (Galanthus nivalis). A bevezetőben leírt változatok gyakran megjelennek a magyarországi hóvirágállományokban. Hagymájuk rendkívül erős toxint tartalmaz.
A kikeleti hóvirág példányai Magyarország és az Európai Közösség területén védettséget élveznek, letépésük pénzbírságot, súlyosabb esetben eljárást is von maga után.
2017-ben az év vadvirágának választották Magyarországon.

## Biológiai hatása
Fogyasztása tilos, szerepel az OGYÉI tiltólistáján is.
A gyógyvirág egy aktív lektint tartalmaz, amelyet GNA-nak (Galanthus nivalis agglutinin) neveztek el.
1995-ben a Nagy-Britanniában dolgozó magyar genetikus, Pusztai Árpád a burgonyába génsebészeti eljárással GNA-géneket vitt be. Erről egy 1998-as rádióinterjúban számolt be., amelyet a Lancet c. tudományos folyóirat 1999-ben közölt. A World in Action c. műsorban kijelentette, hogy a módosított burgonyával etetett kísérleti patkányok bél- és immunrendszere károsodott. A következőket mondta: „Én, ha lehet, biztosan nem enném meg ezt” (ti. a génmódosított burgonyát), és „nagyon tisztességtelennek tartom, hogy az embereket kísérleti patkányokként használjuk”. Ezen kijelentések után kezdődött a híres Pusztai-ügy.